# Мренский собор
Мренский собор (арм. Մրենի մայր տաճար) — армянский собор в Западной Армении, близ деревни Текор (ныне Дигор), на территории современной Турции (ил Карс, район Дигор). Собор находится среди развалин города Карабаг недалеко от армяно-турецкой границы, в 1,5 км к западу от реки Ахурян.

## История
Строительство собора началось в 631 и завершилось в 639 году. Аналогом Мренского собора является Одзунский, который был построен в это же время.

## Галерея

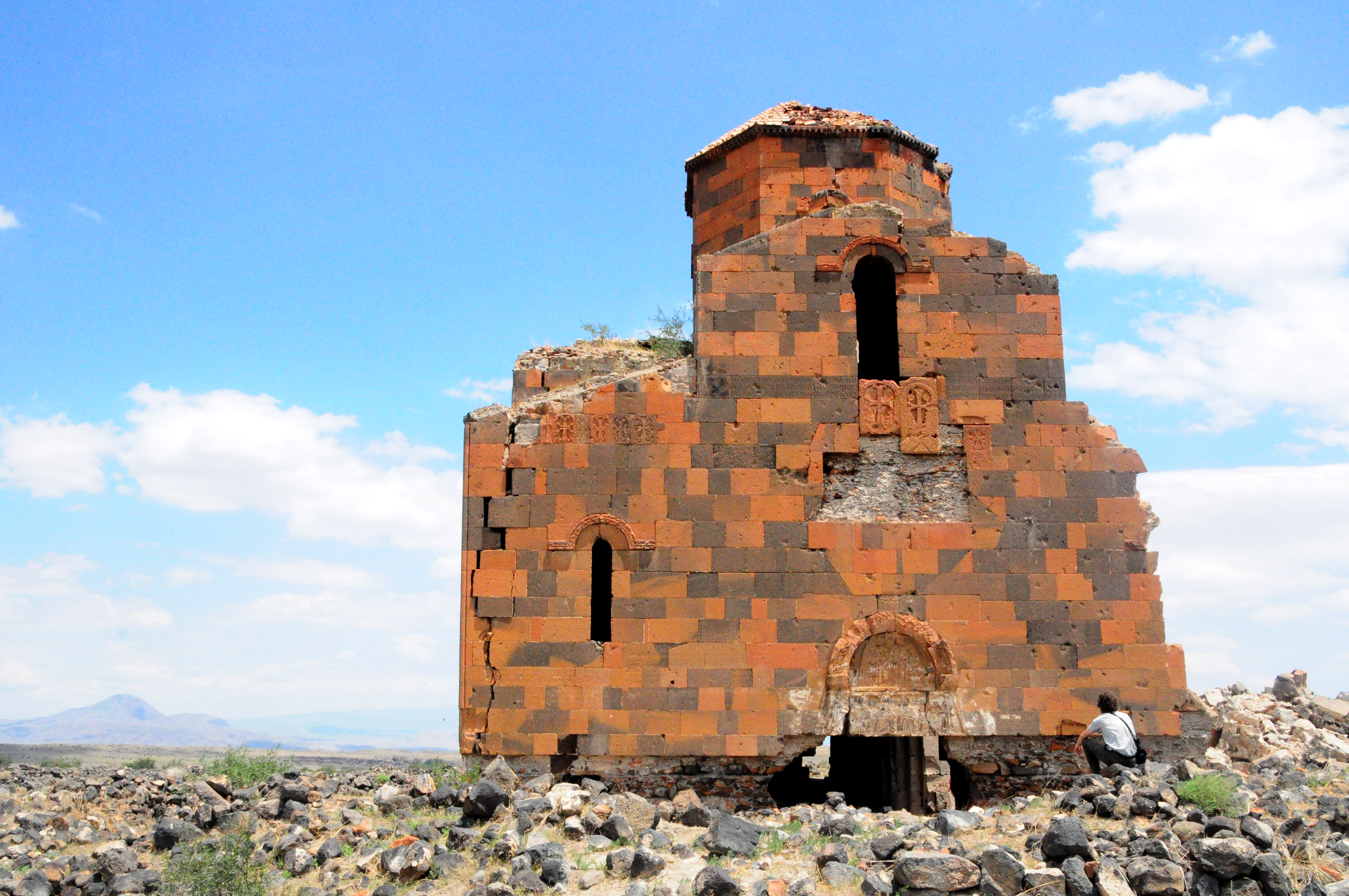
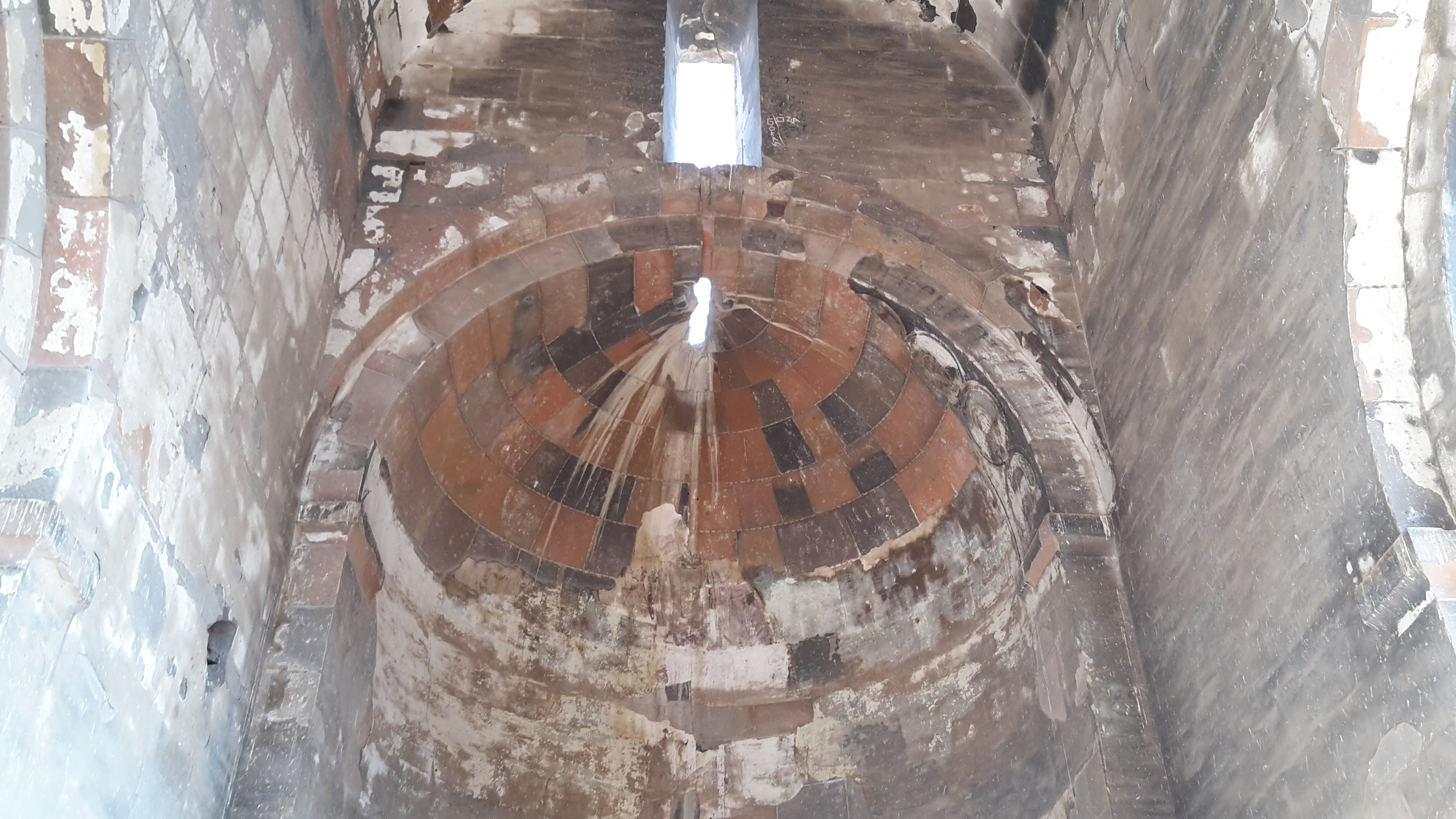
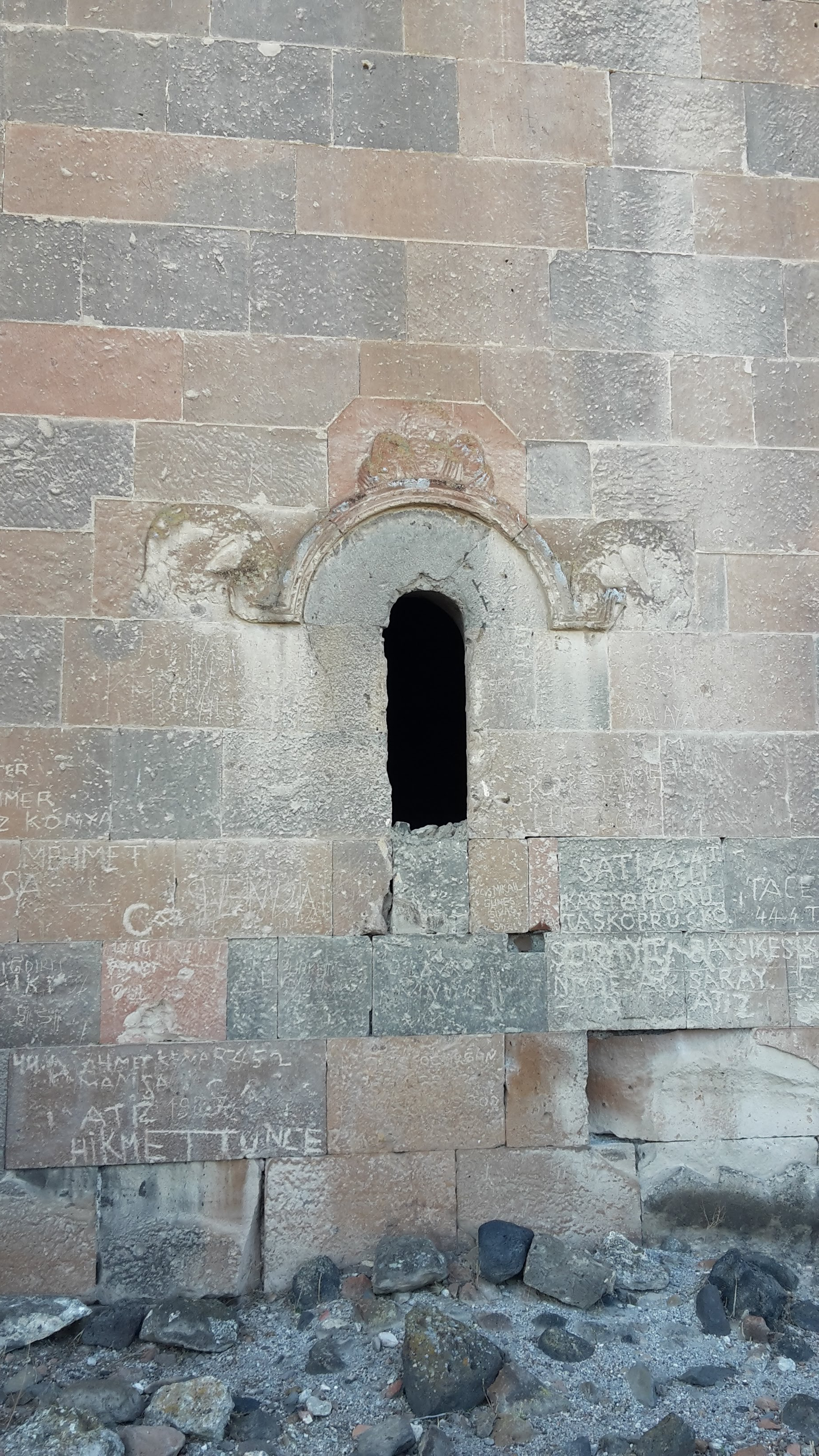
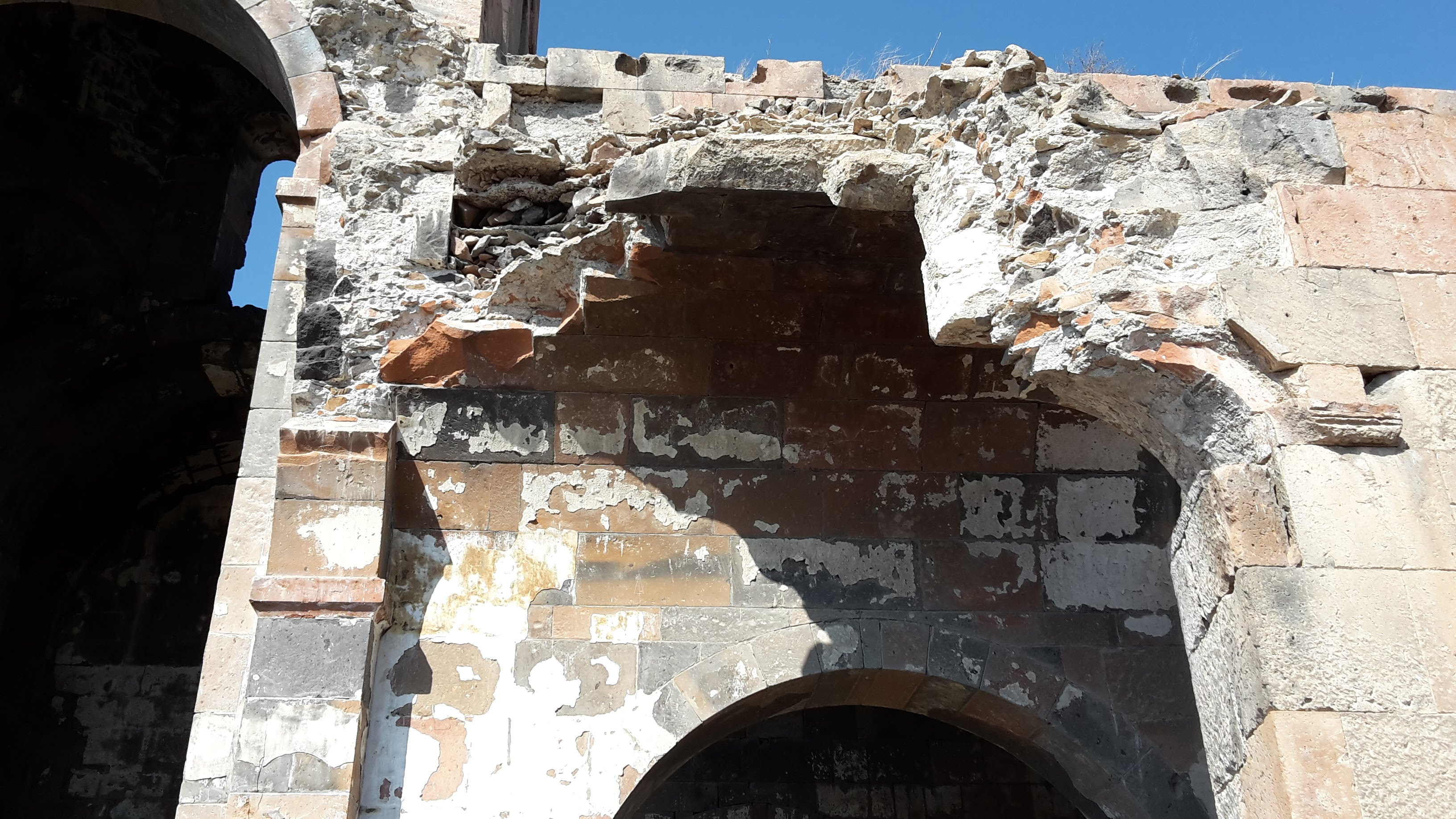
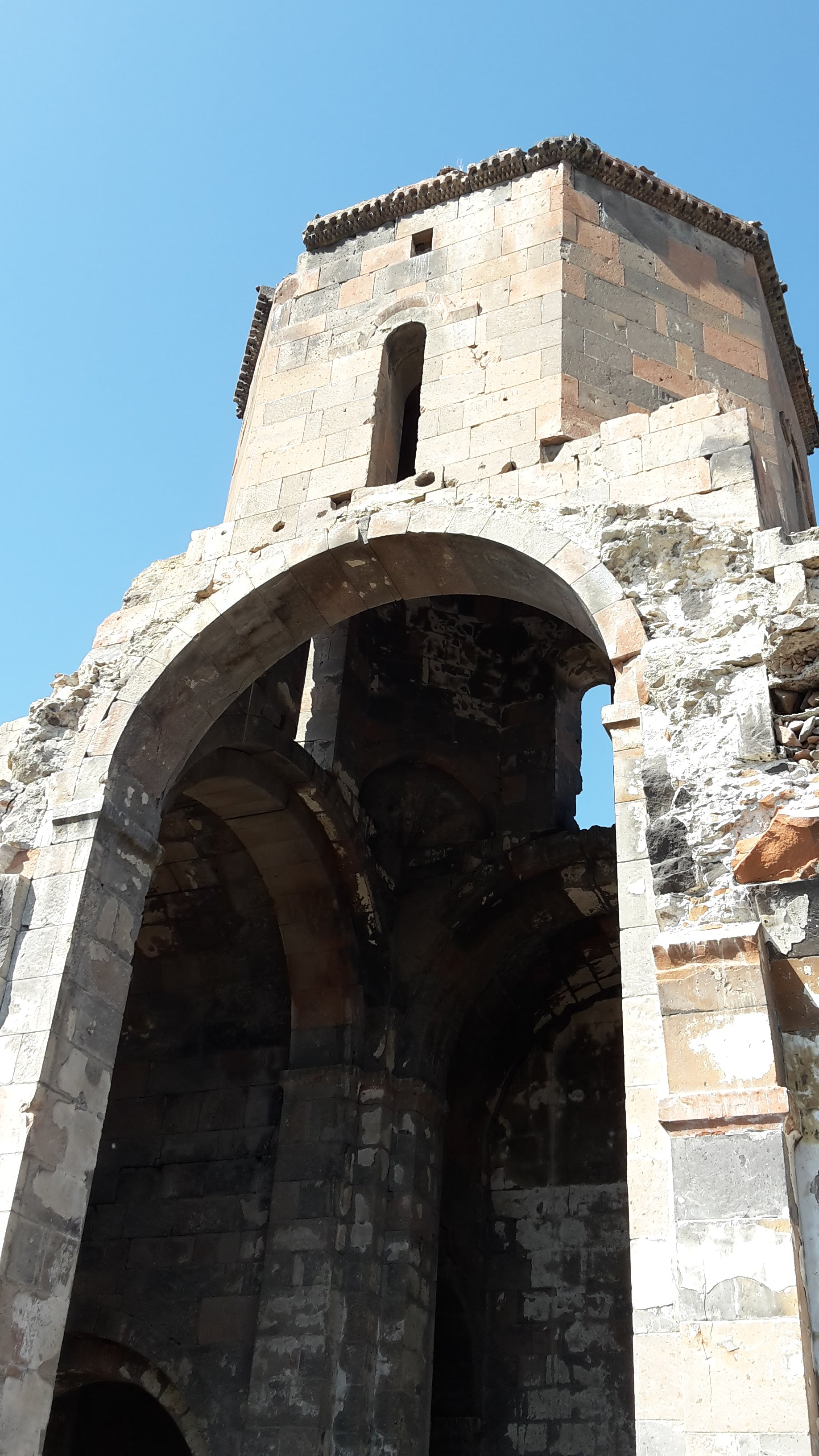
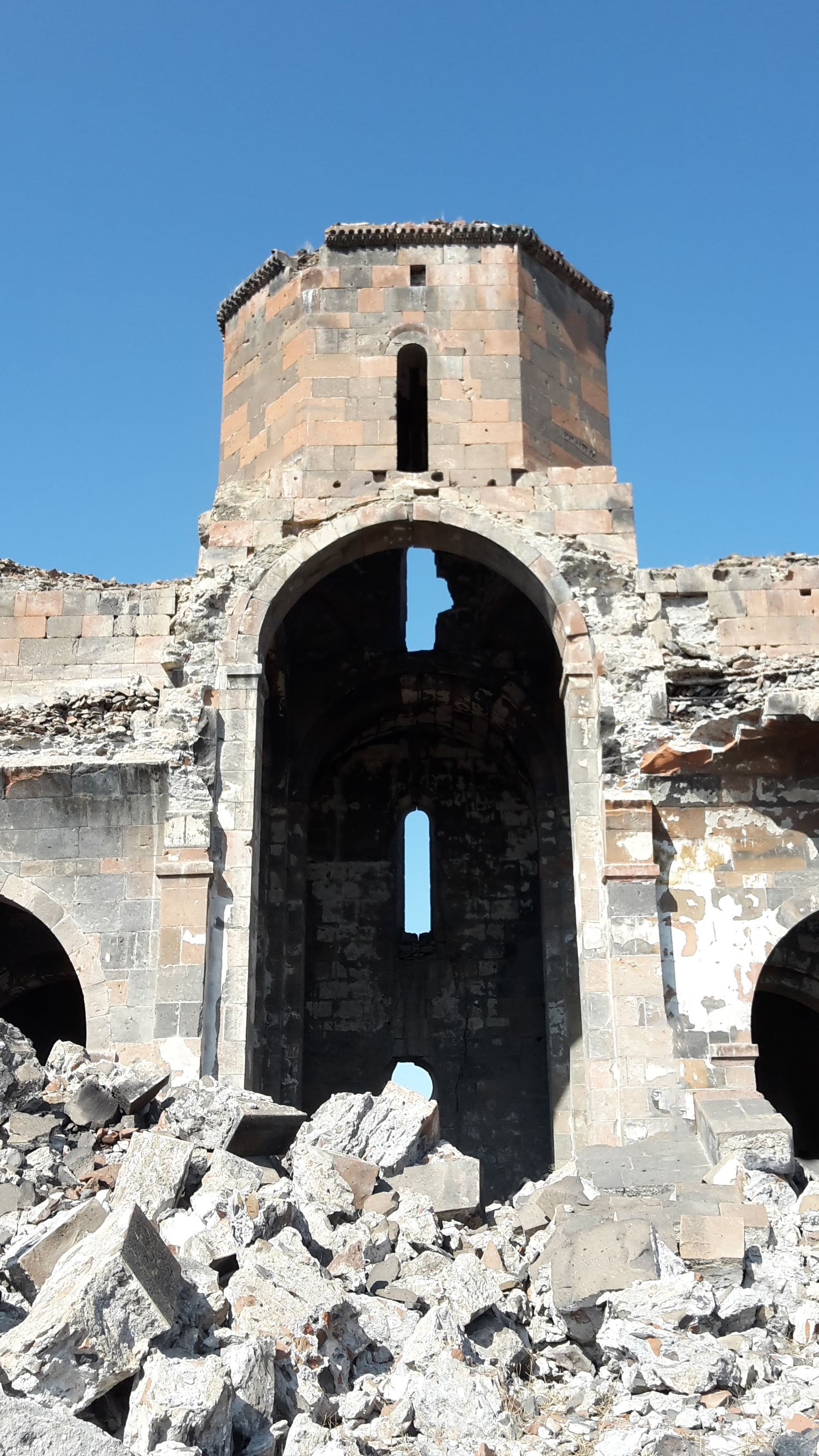
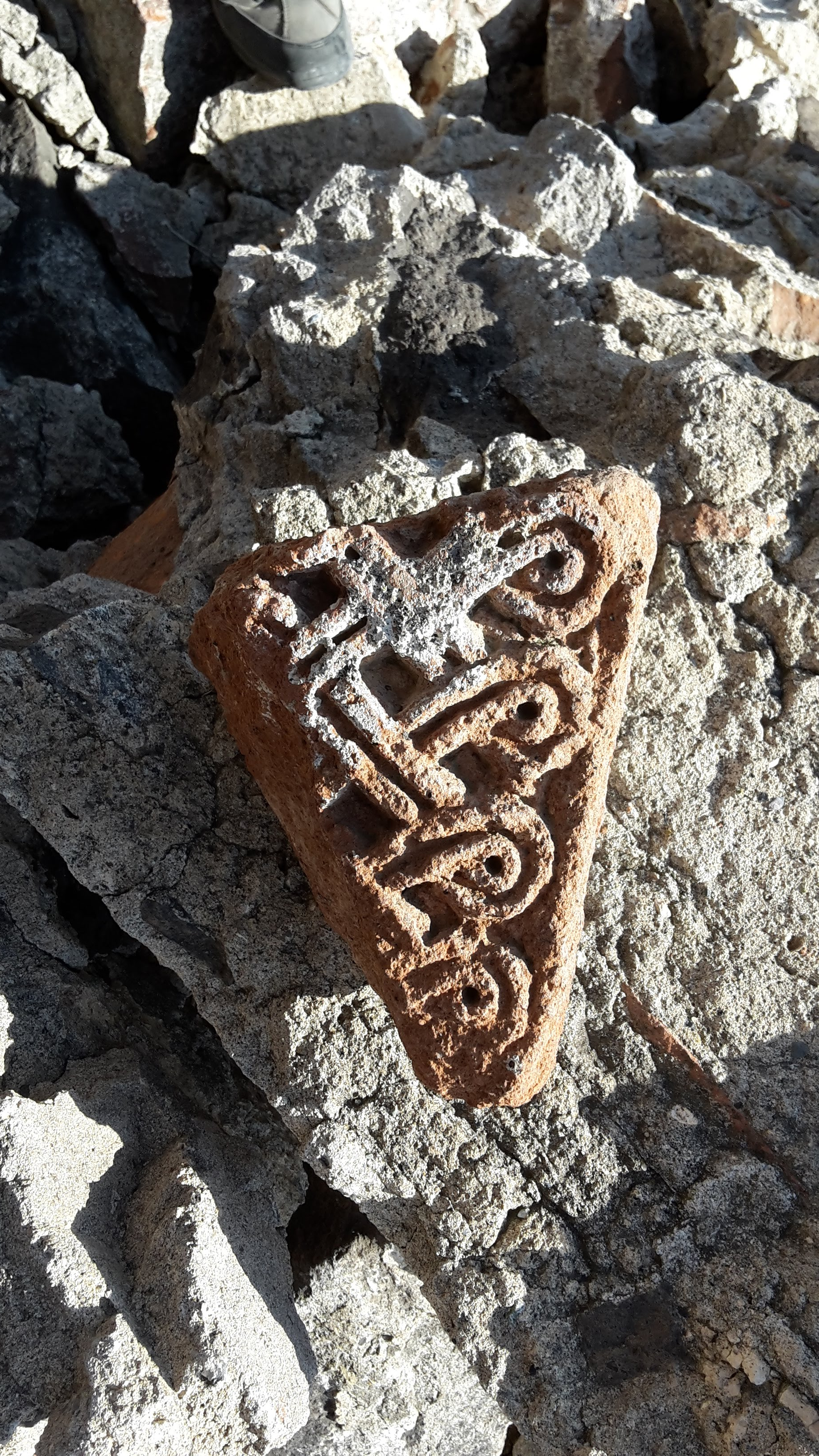
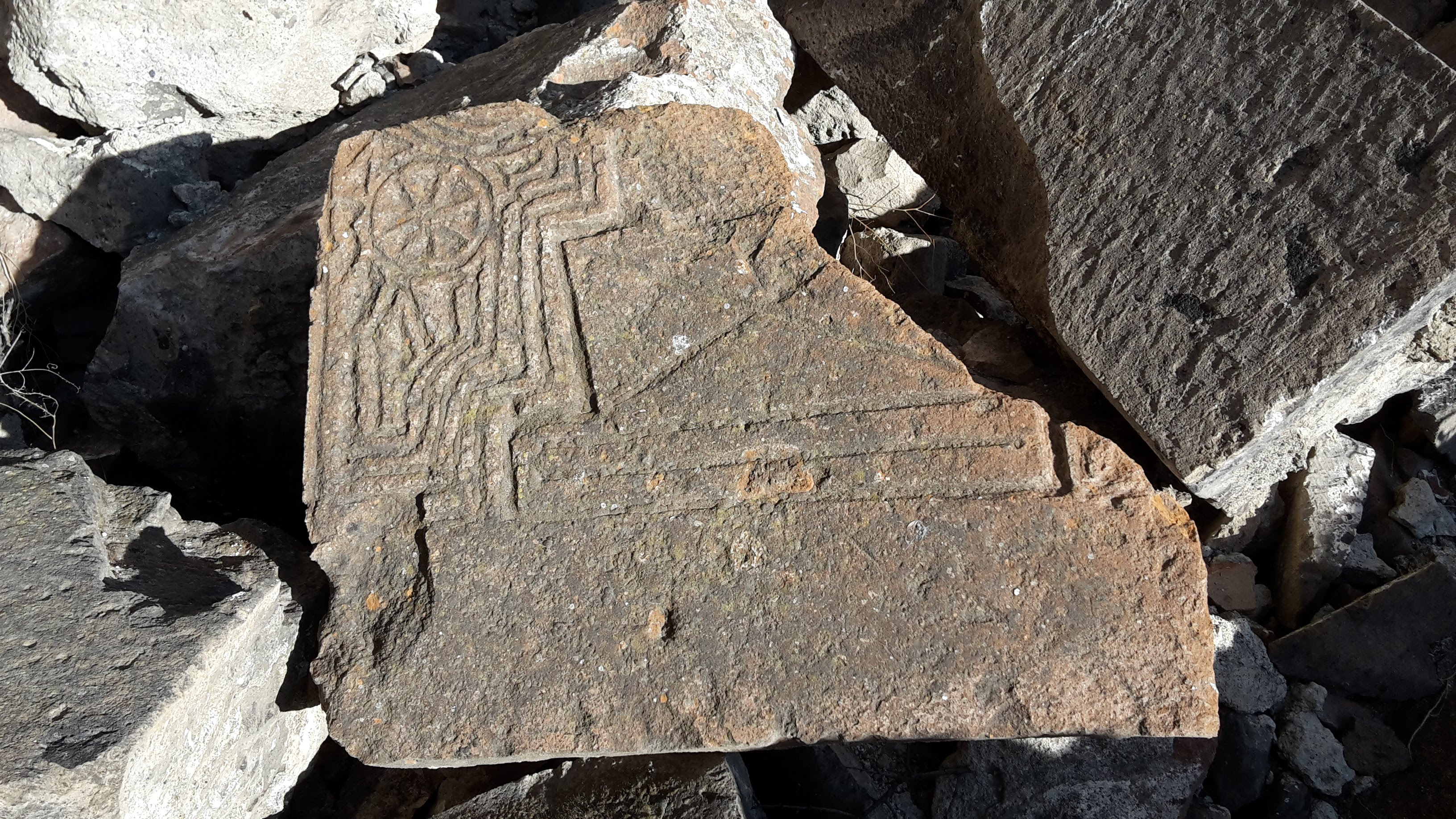
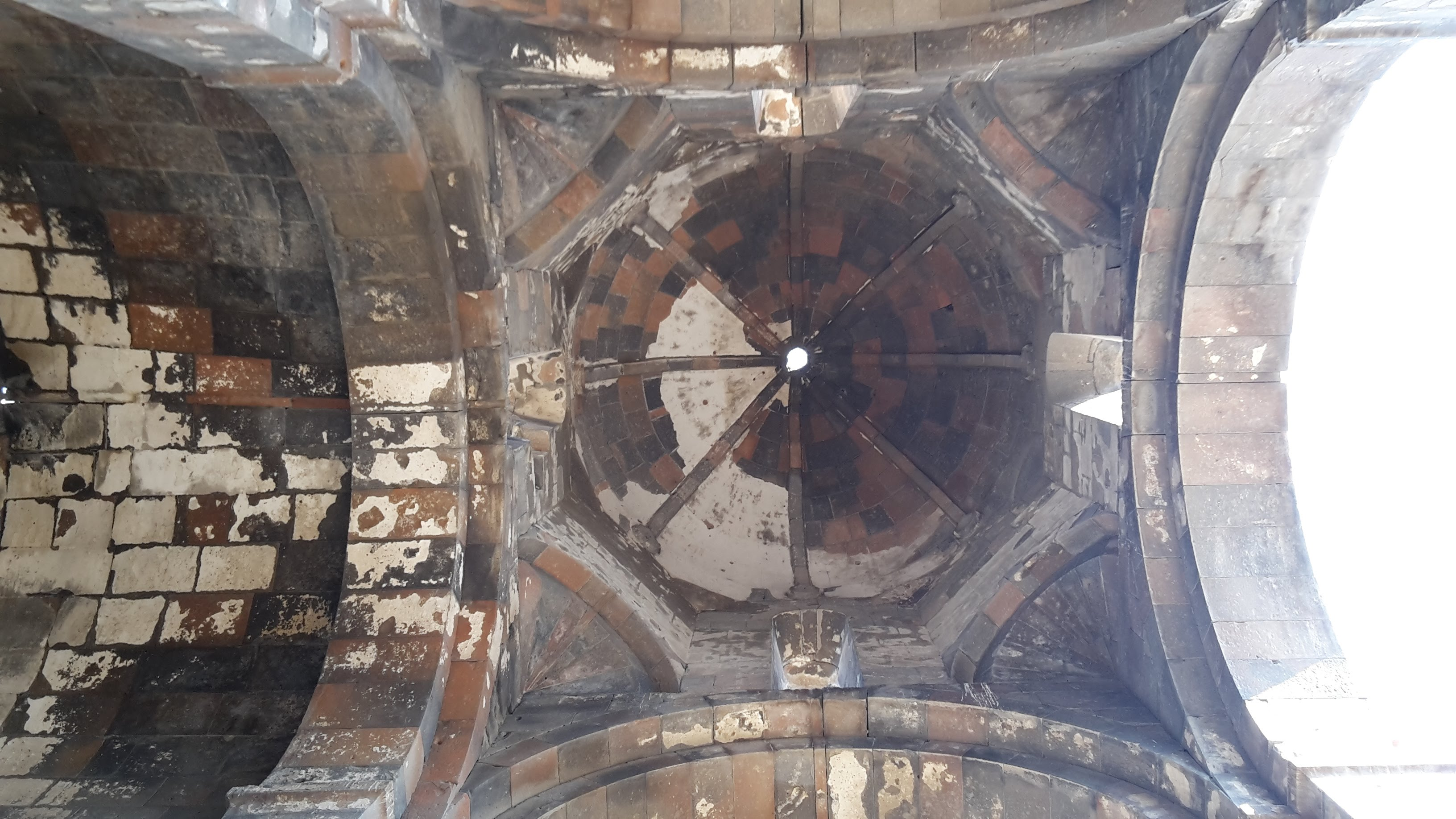
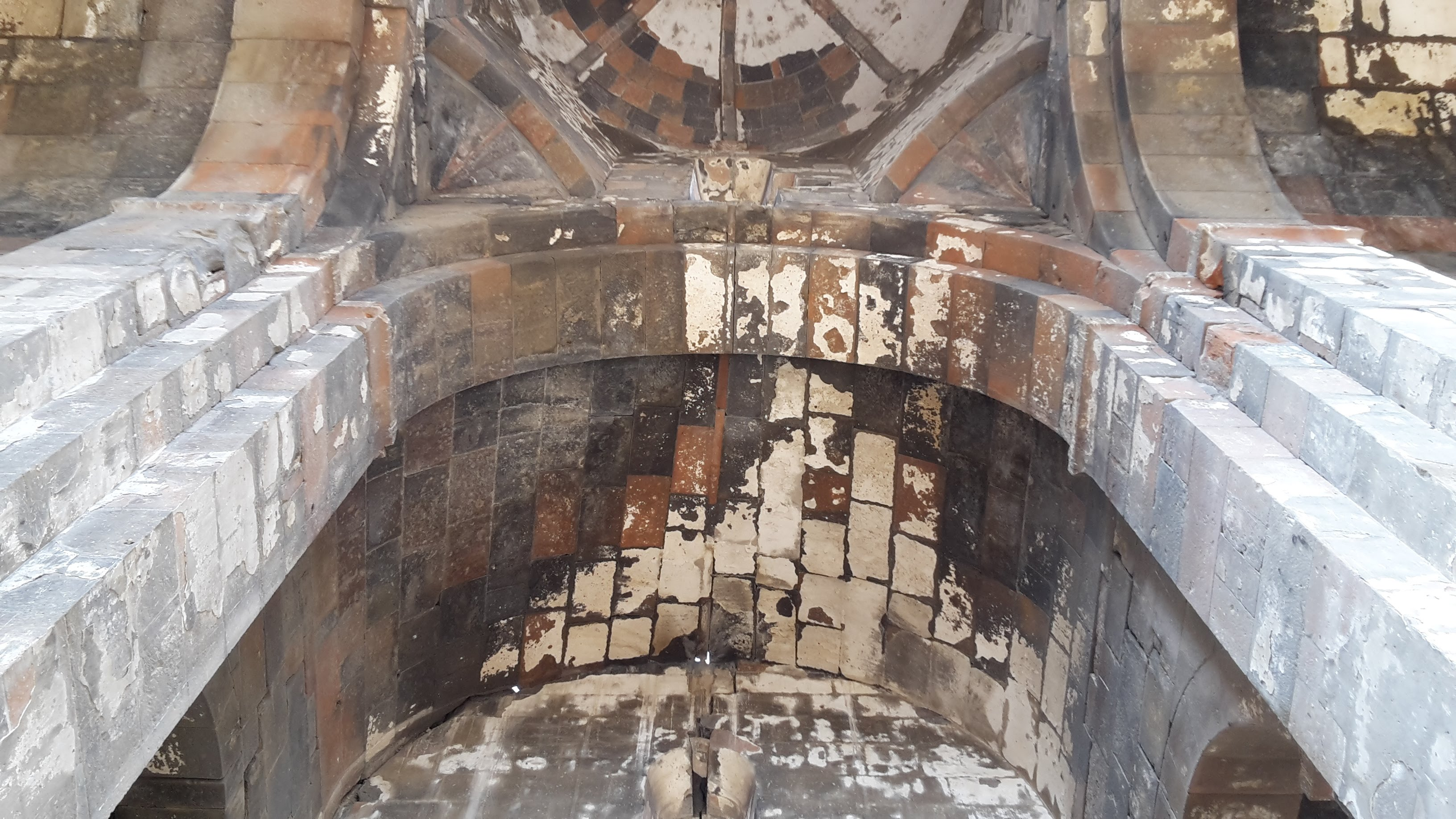